# Kim Kwang-lim
Pour les articles homonymes, voir Kim.
Dans ce nom coréen, le nom de famille, Kim, précède le nom personnel.
Kim Kwang-lim (nom privilégié par l'auteur selon l'Institut de littérature en Corée, en hangeul : 김광림) est un poète sud-coréen né le 21 septembre 1929 à Wonsan et mort le 9 juin 2024.

## Biographie
Kim Kwang-lim est né le 21 septembre 1929 à Wonsan dans la province de Gangwon. Il fait ses études à l'université de Corée avec pour spécialité la littérature coréenne. Il travaille plus tard et en tant que professeur au collège Jangan en tant que président de l'Association des poètes coréens.

## Œuvre
Les premiers poèmes de Kim Kwang-lim, à commencer par La greffe meurtrie (Sangsimhaneun jeommok) publié par Baekjasa en 1959, reviennent sur les douleurs de la guerre de Corée (1950-1953). Après l'armistice en 1953, il s'éloigne peu à peu de cette thématique et se tourne davantage vers une poésie descriptive. 
Son recueil de poèmes Ombre lumineuse d'une image (Simsang-ui balgeun geurimja), publié en 1962, se concentre sur le développement d'une image de la perfection, de la pureté. Kim élimine ainsi toute abstraction dans son travail, et délivre des images débarrassées de toute connotation extérieure. 
Dans les années 1970, la poésie de Kim intègre des éléments de la culture bouddhiste, qui symbolise cette volonté accrue du poète d'éliminer toute abstraction et toute prose dans ses récits pour offrir une image la plus pure possible. En 1973, il remporte le prix de l'Association des poètes coréens. En 1979, il publie Un oiseau fait de langage (Eoneoro mandeun sae). Il poursuit sa volonté de transcender les limites du langage en se soumettant aux principes du bouddhisme, il aspire ainsi à une nouvelle forme de langage plus épurée. 
Il travaille ainsi sur l'image dans ses poèmes. Alors que sa poésie est bien au fait du matérialisme du monde qui l'entoure, elle cherche avant tout à surmonter cet état de fait avec une certaine tolérance et un sens du pardon. 

## Publications
- 상심하는 접목 La greffe meurtrie (1959)
- 심상의 밝은 그림자 Ombre lumineuse d'une image (1962)
- 오전의 투망 Lancement de l'épervier (1965)
- 학의 추락 La chute de la cigogne (1971)
- 갈등 Conflit (1973)
- 한겨울 산책 Promenade en plein hiver (1976)
- 언어로 만든 새 Un oiseau fait de langage (1979)
- 천상의 꽃 Fleurs du ciel (1985)
- 말의 사막에서 Dans le désert de la langue (1989)
- 곧이곧대로 Au pied de la lettre (1993)
- 대낮의 등불 Lampe à la mi-journée (1996)
- 앓는 사내 L'homme malade (1998)
- 놓친 굴렁쇠 Le cerceau lâché (2001)